# 增生性贫血
增生性贫血即指血液中某种细胞增生过多引起其他细胞成分相对减少的贫血。包括三大类贫血：溶血性贫血、缺铁性贫血和巨幼细胞增生性贫血。